# La Femme de l'année
Pour plus de détails, voir Fiche technique et Distribution.

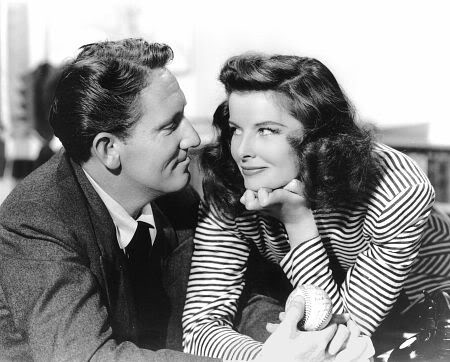
Spencer Tracy et Katharine Hepburn

La Femme de l'année (titre original : Woman of the Year) est un film américain réalisé par George Stevens, sorti en 1942.

## Synopsis
Sam Craig, reporter sportif dans un quotidien new-yorkais, supporte mal les remarques sur le sport de sa collègue Tess Harding, fille de diplomate et chroniqueuse à la rubrique internationale. Ils se querellent car tout les oppose. Mais, au grand étonnement de leurs amis, ils se marient ! Commencent les difficultés. Leurs intérêts divergent, l'un raffole des matchs de baseball, de réunions intimes entre amis et de plaisirs simples, l'autre, plus sophistiquée, baigne dans les mondanités, les meetings féministes et la politique… En outre, Tess est nommée « femme de l'année » ! La vie privée des jeunes époux devient chaotique et Sam, excédé, quitte le domicile conjugal. Tess, se rendant compte de l'amour qu’elle porte à Sam, décide de le reconquérir et se glisse un petit matin chez lui, elle lui prépare un petit-déjeuner qui vire à la catastrophe. Touché par les efforts de Tess, Sam se réconcilie avec son épouse.

## Fiche technique
- Titre : La Femme de l'année
- Titre original : Woman of the Year
- Réalisation : George Stevens
- Scénario : Ring Lardner Jr., Michael Kanin et John Lee Mahin (non crédité)
- Musique : Franz Waxman
- Photographie : Joseph Ruttenberg
- Montage : Frank Sullivan
- Direction artistique : Cedric Gibbons et Randall Duell
- Décorateur de plateau : Edwin B. Willis
- Costumes : Adrian
- Production : Joseph L. Mankiewicz
- Société de production : Metro-Goldwyn-Mayer et Loew's
- Budget : 3 000 000 $
- Pays d'origine :  États-Unis
- Langue : anglais
- Format : Noir et blanc - Son : Mono (Western Electric Sound System)
- Genre : Comédie
- Durée : 114 minutes
- Dates de sortie : États-Unis : 19 janvier 1942, 5 février 1942 (New York) ; France : 9 novembre 1949 (Paris)

## Distribution
- Katharine Hepburn : Tess Harding
- Spencer Tracy : Sam Craig
- Fay Bainter : Ellen Whitcomb
- Reginald Owen : Clayton
- Minor Watson : William Harding
- William Bendix : Pinkie Peters
- Ludwig Stossel : Dr Lubbeck
- Gladys Blake : Flo Peters
- Dan Tobin : Gerald
- Roscoe Karns : Phil Whittaker
- William Tannen : Ellis
- Edith Evanson : Alma
- Sara Haden : Matrone

Acteurs non crédités :
- Ann Codee : Mme Sylvia
- Jimmy Conlin : Un reporter au bar
- Jules Cowles : Joe, le barman
- Fern Emmett : L'épouse du juge de paix
- Michael Visaroff : Un invité russe

## À noter
- Tournage du 27 août au 26 octobre 1941. Scènes additionnelles décembre de la même année[1].
- Le film engrangea une recette de 1 935 000 $ aux États-Unis et au Canada[2].
- La première rencontre entre Spencer Tracy et Katharine Hepburn. Ce sera le coup de foudre et le début d'une longue histoire d'amour clandestine entre les deux acteurs qui durera jusqu'à la mort de l'acteur en 1967. L'actrice Myrna Loy, ancienne maîtresse de Spencer Tracy, raconte dans son autobiographie que l'acteur était allé la voir dans sa chambre d'hôtel pour lui dire : « Tu n'as plus de souci à te faire pour moi, j'ai trouvé la femme que je voulais »[3]. Toutefois, Spencer Tracy effectuera régulièrement des pauses avec Katharine Hepburn et profitera pour reprendre discrètement sa liaison avec Myrna Loy qui, cachant son amour pour son amant, lui rendit clandestinement et régulièrement visite dans sa chambre d'hôtel à Beverly Hills [4],[5],[6].
- La scène finale fut retournée après que le film eut reçu une opinion négative lors d'une projection test[7]. Katharine Hepburn tenta de s'y opposer, en vain[8].
- Le film appartient au genre de la comédie de remariage décrit par Stanley Cavell[9],[10].